# Leszek Kwiatkowski (tłumacz)
Leszek Piotr Kwiatkowski (ur. 1973) – polski hebraista, tłumacz literatury izraelskiej i nauczyciel akademicki. 

## Życiorys
Ukończył studia w Akademii Muzycznej im. Ignacego Jana Paderewskiego w Poznaniu. W 2008 roku był stypendystą na Uniwersytecie Ben Guriona. W latach 2010–2018 pracował jako nauczyciel akademicki w Zakładzie Hebraistyki, Arameistyki i Karaimoznawstwa Uniwersytetu im. Adama Mickiewicza w Poznaniu, pełnił także funkcję asystenta w Katederze Judaistyki na Uniwersytecie Wrocławskim. Pracuje jako redaktor w Wydziale Filologii Polskiej i Klasycznej Uniwersytetu im. Adama Mickiewicza w Poznaniu. 
Od 2004 roku zajmuje się tłumaczeniem literatury z języka hebrajskiego. Tłumaczy m.in. twórczość Amosa Oza, Dawida Grossmana i A. B. Jehoszuy oraz prace naukowe, dialogi filmowe i dzieła teatralne. W 2005 roku otrzymał nagrodę czasopisma „Literatura na Świecie” za przekład powieści „Opowieści o miłości i mroku” Amosa Oza.
W 1989 roku był wolontariuszem Komitetu Obywatelskiego „Solidarność”. Angażował się w działalność Związku Zawodowego Nauczycieli Akademickich UAM, stowarzyszenia Kolektyw Odrobina Kultury i Komitetu Kryzysowego Humanistyki Polskiej. W wyborach parlamentarnych w 2015 roku bez powodzenia kandydował do Sejmu z pierwszego miejsca listy Partii Razem w okręgu wyborczym nr 39.